# 青井岳站
青井岳站（日语：／ Aoidake eki */?）是一個位於宮崎縣都城市山之口町山之口、屬於九州旅客鐵道（JR九州）日豐本線的鐵路車站。
在2020至2023年度，觀光特急列車「36加3號」曾於本站停靠10分鐘。但2024年3月隨時間表改正時取消相關安排。

## 車站結構

### 站房
車站位於小山坡上，由路面經過一段樓梯後才會到達。
現時使用中的為簡易式站房，中央為開放式玄關及閘口；左側為只設一列四獨立座位的塑膠候車座椅；右側為儲物室，前方設有一座投幣式電話。站房與月台之間以行人天橋連接。

### 月台配置
島式月台1面2線的地面車站。有效長度為6輛。
南端設有保線用的側線2條、機車儲存庫及兩座與鐵路保養相關的單層水泥建築；另外出站兩端均設有安全側線。
| 月台 | 路線      | 上下行 | 方向                                           |
| ---- | --------- | ------ | ---------------------------------------------- |
| 1    | ■日豐本線 | 下行   | 都城、西都城、鹿兒島中央、經■吉都線往吉松方向  |
| 2    | ■日豐本線 | 上行   | 南宮崎、宮崎、宮崎神宮、佐土原、高鍋、延岡方向 |

## 歷史
- 1916年3月21日：開業[2][3]。
- 1962年9月20日：取消貨物提取服務[3]。
- 1979年10月1日：取消手提貨物提取服務，並無人化[4]。南宮崎 - 鹿児島駅間CTC化に伴い、無人化[5]。
- 1987年4月1日：國鐵分割民營化，車站由九州旅客鐵道（JR九州）營運。
- 2020年10月16日：觀光特急「36加3號」開始運行。其中星期五路線「黑之路」由鹿兒島中央站至宮崎站的「黑之路」會於本站特別停車10分鐘。
- 2022年4月1日：隨宮崎綜合鐵道事業部改組，並且昇格為宮崎支社（日语：九州旅客鉄道宮崎支社），車站管理權由宮崎支社承繼[6]。
- 2024年3月15日：觀光特急「36加3號」的特別停車取消[7]。
- 2025年3月15日：因應業務清閒，上午8時前及下午7時後所有上、下行。普通列車皆改為通過不停靠。

## 使用人數
本站位於山區，四周的民居十分稀疏，因此使用量十分低，以下是本站近年的使用人數。自2016年度起，JR九州只公佈使用人數首300個車站的人數，本站因未達至公佈實質人數的車站，且每天使用人數少於100人。
| 年度   | 1日平均 乘車人數 |
| ------ | ---------------- |
| 1996年 | 26               |
| 1997年 | 19               |
| 1998年 | 19               |
| 1999年 | 17               |
| 2000年 | 18               |
| 2001年 | 20               |
| 2002年 | 20               |
| 2003年 | 20               |
| 2004年 | 22               |
| 2005年 | 23               |
| 2006年 | 19               |
| 2007年 | 22               |
| 2008年 | 20               |
| 2009年 | 19               |
| 2010年 | 18               |
| 2011年 | 18               |
| 2012年 | 18               |
| 2013年 | 17               |
| 2014年 | 14               |
| 2015年 | 14               |

## 相鄰車站
九州旅客鐵道
■日豐本線
■觀光特急「36+3」、特急「霧島」
通過
■普通列車
田野－（門石信號場）－青井岳－（楠丘信號場）－山之口

## 外部連結
- JR九州青井岳站 （页面存档备份，存于）（日語）